# Le Prix du pardon (film, 2002)
Pour les articles homonymes, voir Le Prix du pardon.
Pour plus de détails, voir Fiche technique et Distribution.
Le Prix du Pardon (Ndeysaan) est un film sénégalais réalisé par Mansour Sora Wade, et produit en 2001. Il s'agit d'une adaptation du roman de Mbissane Ngom qui porte le même titre. 

## Synopsis
Un brouillard presque aveuglant tombe dans le village de pêcheurs de la côte Sud du Sénégal. Cela empêche les pêcheurs d'aller en mer avec leurs pirogues. Les négociations avec les esprits ne peuvent pas se faire car le grand marabout du village est mourant. La population espère une réaction de son fils, Mbanik, mais ce dernier refuse d'utiliser l'héritage mystique de son père. 
Dans ce village, Maxoye est la femme qui éveille les désirs de Mbanik, mais aussi ceux de son ami d'enfance, Yatma. Dans cette rivalité, Mbanick décide de s'aventurer dans la mer et le brouillard disparait avec son retour. Il rapporte aussi du poisson, ce qui emerveille les habitants. Ces derniers lui sont très reconnaissants et le vaillant pêcheur gagne l'estime de Maxoye. 
La notoriété de son ami attise la jalousie de Yatma qui commet l'irréparable...
Les conséquences de ses actes engendrent une vie complexe et tragique.

## Fiche technique
- Auteurs de l'œuvre originale[4] : Mbissane Ngom, Dakar Nea
- Genre : Fiction
- Durée : 90 minutes
- Pays : Sénégal
- Année de production : 2002
- Langue : Wolof
- Format de production : 35 mm
- Réalisateur : Mansour Sora Wade
- Scénaristes : Mansour Sora Wade, Momar Nar Sène, Philippe Stroun
- Régisseur général : Ndiouga Moctar Ba[5]
- Régisseur plateau : Ciré Dieng
- Régie : Joseph Sagna, Abass Wade
- 1er Assistant réalisateur : Yann Michel
- 2e Assistant réalisateur : Demba Dièye
- Directeur de la photographie : Pierre-Olivier Larrieu
- 1er Assistant opérateur : Antoine Briot[6]
- 2e Assistant opérateur : Bougouma Seck
- Scripte : Catherine Magnan
- Directrice de casting : Christian Billette
- Montage : Christian Billette, Sylvie Adnin
- Ingénieurs du son : Pierre Catois, Arnaud Julien
- Assistant son : Alioune Mbow
- Décors : Moustapha Ndiaye
- Maquillage : Aminata Zouré Sissoko
- Costumes : Mame Fagueye Bâ
- Tailleur : Rawane Seck
- Accessoiriste : Omar Sall
- Électriciens : Jean-Pierre Sartor, Lamine Sarr, Vieux Touré
- Machinistes : Arona Camara, Ibrahima Boumbia, Lamine Camara
- Producteur : Mansour Sora Wade
- Producteur délégué : Raphaël Vion
- Compositeurs : Wasis Diop, Loy Ehrlich, Youssou Ndour
- Attachés de presse du film : Thierry Lenouvel, Claire Viroulaud

## Distribution
- Voix off : Mamadou Dioum
- Maxoye : Rokhaya Niang[7]
- Yatma : Hubert Koundé
- Mbanick : Gora Seck
- Amul Yakaar : Alioune Ndiaye
- Peer Ndiaye : Nar Sène
- Adou Seck : Thierno Ndiaye Doss
- Baay Sogui : James Campbell
- Yaay Rama : Dieynaba Niang
- Le Xiimeur (thé) : Abdek Kader Diarra[6]
- Nabu : Fatou Mame Ndiaye
- Daba : Faye Niang
- L'Imam : Mustapha Yade
- Les griottes : Ndeye Mbengue et sa troupe
- Ndikku : Seynabou Niang
- Les dresseurs de faux-lion : Ousmane Gueye et sa troupe
- Pêcheurs : Bassirou Diakhaté, Maïssa Faye
- Femmes autour du puits : Ndeye Aïta Ndiaye, Thiecka Fanabe Gueye
- Petit Mbanick : Manou Sarr
- Marabout : Adama Kouyaté

## Production et distribution
Le long métrage bénéficie d'une coproduction franco-sénégalaise. Il est produit par le réalisateur Sénégalais Mansour Sora Wade et le français Raphaël Vion. Ainsi, les maisons de production audiovisuelle sont Kaany Productions et Les Films du Safran. La production est aussi soutenue par le ministère des Affaires étrangères de la France (ADC-Sud), du Centre National du Cinéma et de l'Image Animé (CNC) et de l'Agence Intergouvernementale de la Francophonie. 
Quant à la distribution au niveau international, elle est assurée par Les Films du Safran et la Cinémathèque Afrique de l'Institut Français.

## Festivals
Le Prix du Pardon est sélectionné en 2001 au Festival international du Film de San Sebastián (SSIFF) (Espagne).
En 2002, il participe à la sélection pour d'autres festivals et gagne des prix. 
Il obtient alors le Tanit d'Or qui est le Grand Prix aux Journées Cinématographiques de Carthage (JCC). Cette 19e édition a eu lieu du 18 au 26 octobre à Tunis,Tunisie. En Italie, le film est primé Meilleur Long Métrage à la 12 édition du Festival du Cinéma Africain de Milan. Il reçoit aussi le Prix du Public au Festival de Fribourg en Suisse. 
Dans le même pays, mais à Genève, le long métrage est sélectionné au Festival du Film Noir pour la Tournée des Films du Sud (15 au 24 mars 2002). 